# Castle
Castle és una sèrie de televisió estatunidenca protagonitzada pels canadencs Nathan Fillion i Stana Katić. Emesa originalment per l'ABC, la sèrie es va estrenar el 9 de març de 2009. Es grava a uns estudis de Los Angeles. A Espanya la sèrie es va estrenar el 29 de juny de 2009 i s'emet a Cuatro, AXN i Divinity. A Catalunya també es pot veure a través de 8tv. És una de les sèries amb més èxit als Estats Units, Brasil, Canadà, França, Itàlia, Bèlgica i a Espanya entre d'altres. Ha estat nominada i guanyadora diverses vegades al People's Choice Awards.
El 12 de maig del 2016, la cadena productora de la sèrie, ABC, va anunciar la seva cancel·lació després de vuit temporades en antena.

## Argument
Quan l'escriptor de best-sellers Richard Castle (Nathan Fillion) es queda sense inspiració, aquesta sembla tornar a trucar a la seva porta quan un presumpte assassí en sèrie imita els assassinats de les seves novel·les. Col·laborant en aquest primer cas amb la inspectora Kate Beckett (Stana Katić), hi troba la inspiració per al seu nou llibre i decideix acompanyar-la en els seus nous casos. La trama gira al voltant dels diferents casos que van resolent i al progrés de la relació entre tots dos protagonistes, que eventualment entaulen una relació romàntica.

## Repartiment
- Richard Castle, nom real Richard Edgar Alexander Rodgers Castle, és Nathan Fillion: Famós escriptor de best-sellers que, després de matar el seu personatge principal, es queda sense inspiració. Quan un assassí comença a imitar els crims que escriu en les seves novel·les, l'escriptor col·labora amb la divisió de policia capitanejada per Beckett, a la qual persegueix durant tots els seus casos. Viu amb la seva mare, una antiga actriu de Broadway, i amb la seva filla adolescent. Tot i tenir un comportament infantil i fins i tot una mica irresponsable i egocèntric, és una peça clau a l'hora de resoldre els misteris que envolten als assassinats. La seva relació amb els del grup és bona, especialment amb Kate. Mai no ha conegut el seu pare. Comença una relació amb Kate a la cinquena temporada i es casen a la setena temporada.
- Kate Beckett és Stana Katić: Detectiu novaiorquesa de bona reputació i reservada que dirigeix la 12a unitat policial. Es veu obligada a acceptar que Castle la "segueixi" i observi el seu treball. És fan de l'escriptor, una cosa que intenta amagar davant de la resta per evitar ser objecte de burla. És responsable, esportista i es va fer policia per descobrir qui va matar la seva mare, Johanna Beckett, i per què. Comença una relació amb Castle a la cinquena temporada i es casen a la setena temporada.

- Javier Espósito és Jon Huertas: Policia subordinat de Beckett. Sàtir i irònic amb ella, gaudeix veient com Castle aconsegueix treure de polleguera. Quan era jove estava a l'exèrcit. Abans d'arribar a la comissaria 12 estava a la 54. Ha tingut alguna aventura amb la doctora forense Lanie Parish.

- Kevin Ryan és Seamus Dever: Policia subordinat de Beckett, amic de Espósito i Castle. Abans havia treballat a Narcòtics. Casat amb Jenny i té una filla anomenada Sarah Grace. És molt reservat i es preocupa pels seus companys, i no és capaç de desobeir cap ordre.
- Alexis Castle és Molly C. Quinn: Filla adolescent de Castle, qui resulta ser prou madura i responsable per la seva edat. Els seus problemes intrapersonals solen veure reflectits en els casos que investiguen el seu pare i Kate. Ha tingut diversos xicots com Ashley o Pi.
- Martha Rodgers és Susan Sullivan: Mare de Castle i àvia d'Alexis. És una antiga actriu de Broadway i ajuda al seu fill a criar a la seva neta mentre viu una vida social molt atrafegada. És molt sincera i extravagant, i sovint té xicots rics. Va tenir una aventura durant una nit quan era jove i es va quedar embarassada de Castle, però mai més ha tornat a saber del pare d'ell.
- Lanie Parish és Tamala Jones: Mèdica forense que col·labora amb la policia. És amiga propera de Beckett, graciosa i extremadament sincera.
- Roy Montgomery és Rubén Santiago-Hudson: Cap de policia durant les primeres tres temporades. Té una relació molt estreta amb Beckett, i fa de segon pare. És assassinat a la tercera temporada durant el cas de la mare de Beckett.
- Victoria Gates és Penny Johnson Jerald: És la nova cap de policia, a partir de la quarta temporada. És molt estricta i desitja que li diguin "Senyor". Dins la policia és coneguda com "la dama de ferro" pel seu fort caràcter. Fa veure que odia a Castle, tot i que en el fons l'aprecia i és fanàtica dels seus llibres.
- Perlmutter és Arye Gross: És metge forense, en alguns epidodis ocupa el lloc de Lanie Parish. No suporta a Castle i sovint diu que no haurien de permetre que una persona com ell investigués amb la policia en casos tan complicats.
- Jim Beckett és Scott Paulin: pare de Kate Beckett i vidu de Johanna Beckett. S'estima molt a la seva filla única i ella sovint li demana consell. Quan va morir la seva dona va caure en l'alcoholisme, però Kate li va fer veure la realitat i va entrar en una clínica de desintoxicació.
- Tory Ellis és Maya Stojan: experta en informàtica i noves tecnologies, treballa amb l'equip de Kate Beckett a la 12 des de la sisena temporada.
- Jerry Tyson (3xA-triple assasí) és Michael Mosley: és un assasí en sèrie que odia profundament a Castle i Beckett. Sap amagar-se, disfrasar-se i escapar de la presó. Fa equip a partir de la sisena temporada amb Kelly Nieman ((Anne Wersching)) i junts han fet impossible la vida dels nostres protagonistes durant la sèrie. Els dos moren a la setena temporada.
- William Bracken és Jack Coleman: ex-senador dels Estats Units. Ell va ordenar l'assassinat de la mare de Kate Beckett, Johanna Beckett. Ha intentat matar a Kate en diverses ocasions però no ha pogut. Té un gran poder. És tancat a la presó a la sisena temporada.
- Jackson Hunt és James Brolin: És un agent secret de la CIA i pare "desconegut" de Rick Castle. Apareix per salvar a la seva neta, Alexis Castle, que estava segrestrada a París a la cinquena temporada.
- Jenny Duffy (Jenny Ryan) és Juliana Dever: dona de Kevin Ryan amb el que han tingut una filla, Sarah Grace.

## Crítica
Fins ara, ha obtingut 9 nominacions a diferents premis i categories destacant les 4 nominacions als Emmys (Primetime). A més, ha guanyat 3 premis, entre els quals destaquen el People's Choice Awards del 2012, 2013 i 2014 a la sèrie dramàtica criminal per televisió, per davant de Bones, Criminal Minds, CSI i NCIS. El 2015 també ha tornat ha ser la sèrie guanyadora, per quart any consecutiu, en "sèries de drama de televisió" dels People's Choice Awards.